# Agis IV.
Agis IV. (starořecky Ἆγις) z královského rodu Eurypontovců byl králem Sparty od roku 245 př. n. l. do roku 241 př. n. l. Jeho spolukrálové z královského rodu Agiovců byli Leónidas II. (vládl 254–244 a 243–235 př. n. l.) a Kleombrotos II. (vládl 244–243 př. n. l.)

## Králem v době krize
Agis IV. zaujímá významné místo mezi králi Sparty. Historik Plutarchos v biografii Životopisy Agida a Kleomena napsal: „Převyšoval mnohem větší nadáním a duševní velikostí nejen Leónida, ale téměř všechny krále, kteří vládli po velkém Agésilaovi“.
Agis, syn Eudamida II., nastoupil na trůn ve věku dvaceti let v době krize, kdy se život ve Spartě již vzdálil svým starým tradicím. Majetková diferenciace začala ve Spartě později než v jiných řeckých státech, ale její průběh byl o to rychlejší a bolestivější. 
„Bohatství se soustředilo v rukou nevelkého počtu lidí a chudoba se stala obecným pravidlem, bohatství přinášelo zbohatlíkům mnoho neproduktivního času; povolání nehodné čestných občanů a majetnost jednotlivců vznášela mezi lid závist. Pravých Lakedaimoňanů nebylo nakonec více než sedm set, a z těch snad jen asi sto vlastnilo půdu a dědičný majetek. Ostatní lid seděl nečinně v obci, v bídě a bez cti stranou, jen neochotně a bez zájmu odrážel války vnucené nepřáteli, a neustále číhal na příležitost, jak udělat změnu a převrat v těchto poměrech.“ — Plutarchos  .
Tyto těžké poměry ve Spartě ležely na srdci mladého krále a on se je proto rozhodl změnit.

## Mládí a plány na reformu
Agis vyrůstal v zámožné rodině. Jeho matka Agesistrata dokonce pocházela z nejbohatší rodiny ve Spartě. Agis i přes tyto okolnosti zřejmě pod vlivem stoického filosofa Sfaira z Borysthenu, který v té době působil, snil o Spartě v její někdejší slávě, o Spartě rovnosti, disciplíny, o Spartě dodržující zákony legendárního Lykurga. Už před nástupem na trůn si promyslel opatření, která bude třeba přijmout a způsob, jak jich lze dosáhnout. Mezi nejdůležitější opatření považoval návrh zákona na zrušení všech dluhů a zákona, kterým by se půda měla přerozdělit; počet plnoprávných Sparťanů měl být doplněn z vybraných perioiků. Bylo mu však jasné, že tyto zákony nemůže prosadit sám, protože je mladý a bez autority. Získal proto pro svůj plán svou matku Agesistratu, osobu ve Spartě velmi vlivnou, jejíž agitace  zaznamenala značný úspěch. Správnost svého rozhodnutí si ještě nechal potvrdit ve věštírně chrámu bohyně Pásifaé v Thalamách a po těchto přípravách se rozhodl svůj plán uskutečnit.

## Politický boj za reformy
Návrh zákonů – zákon, kterým by se měly dlužníkům zrušit všechny dluhy a zákon pro přidělení pozemků – podal jeden z eforů, jeho strýc Lysandros, který však měl sám velké dluhy. Jak se dalo čekat, proti zákonům se postavili všichni bohatí občané ve Spartě a i jeho spolukrál Leónidas, který své mládí prožil v seleukovské říši a byl zvyklý žít v luxusu. Když došlo v gerúsii k hlasování, odpůrci reformy vyhráli o jeden hlas. Agis se ale nevzdal a použil i intrik, jednu ze zbraní, kterou odpůrci reformy používali také. Ze slavné věštírny v Delfách si opatřil „důkaz“, že jeho spolukrál Leónidas vůbec není Sparťan, ale syn nějakého makedonského vojáka a barbarské ženy. Zastánci reformy tím dosáhli, že se eforové museli vzdát úřadu a Leónidas byl donucen opustit Spartu a usadit se v Tegeji. Nástupcem Leónida se stal jeho zeť Kleombrotos, který podporoval reformy. Nově zvolení eforové a gerúsia zákon schválili, ale ne v plném rozsahu. Přesvědčili Agida, že se reforma dá provést pouze postupně a první její fází bude hlasování o zákonu za zrušení dluhů. Po jeho schválení byly na agoru sneseny všechny úpisy dlužníků na jednu hromadu a spáleny. K další fázi reformy se ale mladý král Agis už nedostal. Na požadavek Achajského spolku, který měl  se Spartou spojeneckou smlouvu, musel Agis odejít s vojskem do války proti Aitolskému spolku. Po několikatýdenním vojenském tažení a návratu zpět ho ve Spartě čekala zcela změněná situace.

## Reforma zmařena opozicí
Během jeho nepřítomnosti se odpůrcům reformy podařilo na trůn opět dosadit Leónida. Agidův spolukrál Kleombrotos byl Leónidem poslán do vyhnanství, když ho ještě před tímto rozhodnutím hodlal Leónidas jako přívržence reformy potrestat smrtí, ale prosby a naléhání jeho dcery – a Kleombrotovy manželky – Chilonidy ho obměkčily. Agidovi protivníci mezi obyvatelstvem Sparty rozšířili zprávu, že Agis to s pozemkovou reformou nemyslel vážně a aby nemohl dokázat opak, byl hned po svém příchodu do Sparty uvržen do vězení.

## Poprava
Po krátkém soudním procesu byl efory odsouzen k trestu smrti oběšením. Kat, který ho měl popravit se rozplakal a odmítl položit ruku na mladého krále, proto mu Agis před smrtí podle Plutarcha  řekl: „Neplač pro mě, i když trpím neprávem, jsem v této chvíli šťastnější než moji vrazi“ a po těchto slovech si sám vložil hlavu do smyčky. Jeho matku Agesistratu a babičku Archidamu, které přišly orodovat za jeho život, popravili také. Po Agidově smrti se ale našel král, který pokračoval v reformách a byl jím paradoxně Leónidův syn Kleomenés, kterého donutili se oženit s Agiatis, vdovou po Agidovi. Rozhodnutím eforů se Agidovým nástupcem stal jeho nezletilý syn Eudamidas.